# Alfred Dogbé
Alfred Dogbé (* 9. September 1962 in Niamey; † 2. März 2012 in Lomé; wirklicher Name: Odjo Dogbé Kossi) war ein nigrischer Novellist und Dramatiker.

## Leben
Alfred Dogbé, der mit wirklichem Namen Odjo Dogbé Kossi hieß, schloss 1988 sein Studium der modernen Literaturwissenschaft an der Fakultät für Geistes- und Humanwissenschaften der Universität Niamey mit dem Magistertitel ab. Von 1981 bis 1997 unterrichtete er an mehreren privaten und öffentlichen Sekundarschulen in der Hauptstadt Niamey und im Landesinneren Nigers. 
1997 erhielt Dogbé ein Arbeitsstipendium des Centre national du Livre in Paris im Rahmen des Festival des Francophonies en Limousin in Limoges. Außerdem war er von 1997 bis 1999 Lehrbeauftragter für Literaturkritik an der Abdou-Moumouni-Universität Niamey. 1999 folgte ein weiteres Stipendium der Commission Internationale du Théâtre Francophone und der französischen Botschaft in Niger, diesmal zur Weiterbildung in dramatischem Schreiben und Regie in Ottawa, Montreal, Moncton und Québec. Mit einem Beaumarchais-Stipendium der französischen Société des auteurs et compositeurs dramatiques war Alfred Dogbé 2001 als Schriftsteller in Bamako tätig. 2002 folgten weitere Auslandsaufenthalte in der Wallonie und in Apt.
Alfred Dogbé war neben seiner Arbeit als Schriftsteller in den Bereichen Kulturjournalismus und Regie tätig. Er hielt Schreibwerkstätten ab und gründete in Niamey das Kulturzentrum CLEF. Dogbé war verheiratet und Vater von sechs Kindern. Er starb nach langer Krankheit.

## Literarische Tätigkeit
Alfred Dogbé veröffentlichte in französischer Sprache. Von ihm sind mehrere Novellen und die tragische Farce Les conquêtes du roi Zalbarou erschienen. Er gilt als hellsichtiger Beobachter aktueller sozialer und politischer Sachverhalte. In seinen Arbeiten vereinte er komische und ernste Elemente.

## Werke
- Monsieur l’inspecteur. Erschienen in: Les Cauris veulent ta mort et huit autres nouvelles du Niger. Sépia, Saint-Maur 1995.
- Bon voyage, Don Quichotte. Lansman, Morlanwelz 1997.
- Le blâme. Erschienen in: Je suis vraiment de bonne foi. N’dzé, Libreville 2001.
- Les conquêtes du roi Zalbarou. Lansman, Morlanwelz 2002.